# 弗勒門濟
47°33′N 26°52′E / 47.550°N 26.867°E
弗勒門濟（羅馬尼亞語：Flămânzi），是羅馬尼亞的城鎮，位於該國西北部，由博托沙尼縣負責管轄，面積109.9平方公里，2011年人口10,136，人口密度每平方公里108人，九成居民信奉東正教。